# 科林·奥布雷迪
科林·奥布雷迪（英語：Colin O'Brady，1985年3月16日—）是一位美国探险家。他是世界上首位不依靠外界帮助，独自穿越南极洲的人，历时53天。

## 早年
科林·蒂莫西·奥布雷迪于1985年3月16日出生在华盛顿州的奥林匹亚，但在俄勒冈州的波特兰市长大。他就读于圣方济会蒙特梭利地球学校泰伯山中学，并于2002年从林肯高中毕业。
奥布雷迪是一名年轻的足球明星和俄勒冈州游泳冠军 。高中时，他被招进了大学游泳队和足球队。他接受了耶鲁斗牛犬游泳队和跳水队的招募，在那里他参加了美国大学生体育协会第一級別代表队的100米和200米蛙泳比赛。
科林·蒂莫西·奥布雷迪于2006年毕业于耶鲁大学，获得经济学学士学位。
2007年，奥布雷迪开始了为期一年的全球背包旅行。2008年1月，在龟岛，他遭受了毁灭性的烧伤。奥布雷迪参加了当地的消防跳绳习俗，被燃烧的煤油浸湿的绳子绊倒。虽然他本能地冲进海里去灭火，但他的身体有近25%被二级和三级烧伤，主要是腿和脚受伤。事故发生12小时后，他被卡车和船只运送到蘇梅島的一家医院。经过一周8次手术后，他被转移到曼谷一家较大的医院。尽管有人警告他可能永远不能正常走路，但他在第二个月迈出了第一步，并决心完全康复。

## 职业生涯
事故发生后，奥布雷迪搬到了芝加哥，在那里找到了一份大宗商品交易员的工作。他又学会了走路，有一年专注于身体康复。他开始训练铁人三项：游泳、骑自行车和跑步。
2009年5月，他在威斯康星州拉辛市赢得了一项短跑三项全能比赛的冠军，2009年8月，他在芝加哥奥林匹克长跑三项全能比赛中获得业余总冠军。
随后，他进入了亚拉巴马州塔斯卡卢萨的年龄组，这为他在2010年匈牙利布达佩斯举行的世界铁人三项锦标赛中进入美国队赢得了一席之地。2009年底，在导师、金融家布莱恩·盖尔伯（Brian Gelber）的鼓励下，奥布雷迪辞去了工作，开始了职业运动员的职业生涯。在盖尔伯的资助下，他搬到了澳大利亚，在气候较为温和的环境中接受训练。从那以后，奥布雷迪完成了50多项铁人三项，从短跑到铁人三项。
奥布雷迪在2015年8月完成了他在日本的铁人三项比赛，这是他的最后一场铁人三项比赛，在职业赛区排名第六。